# Persan
Persan és un municipi francès situat al departament de Val-d'Oise (regió d'Illa de França). L'any 2007 tenia 10.250 habitants.
Forma part del cantó de L'Isle-Adam, del districte de Pontoise i de la Comunitat de comunes de l'Haut Val-d'Oise.

## Demografia

### Població
El 2007 la població de fet de Persan era de 10.250 persones. Hi havia 3.564 famílies, de les quals 964 eren unipersonals (423 homes vivint sols i 541 dones vivint soles), 747 parelles sense fills, 1.391 parelles amb fills i 462 famílies monoparentals amb fills.
La població ha evolucionat segons el següent gràfic:

### Habitatges
El 2007 hi havia 3.860 habitatges, 3.655 eren l'habitatge principal de la família, 14 eren segones residències i 191 estaven desocupats. 1.593 eren cases i 2.171 eren apartaments. Dels 3.655 habitatges principals, 1.455 estaven ocupats pels seus propietaris, 2.137 estaven llogats i ocupats pels llogaters i 63 estaven cedits a títol gratuït; 276 tenien una cambra, 439 en tenien dues, 885 en tenien tres, 1.145 en tenien quatre i 910 en tenien cinc o més. 1.752 habitatges disposaven pel capbaix d'una plaça de pàrquing. A 1.844 habitatges hi havia un automòbil i a 927 n'hi havia dos o més.

### Piràmide de població
La piràmide de població per edats i sexe el 2009 era:
| Homes | Edats   | Dones |
| ----- | ------- | ----- |
| 0     | 95 o +  | 0     |
| 0     | 90 a 94 | 6     |
| 13    | 85 a 89 | 32    |
| 31    | 80 a 84 | 74    |
| 82    | 75 a 79 | 110   |
| 90    | 70 a 74 | 139   |
| 141   | 65 a 69 | 172   |
| 247   | 60 a 64 | 125   |
| 211   | 55 a 59 | 212   |
| 392   | 50 a 54 | 297   |
| 363   | 45 a 49 | 351   |
| 367   | 40 a 44 | 351   |
| 426   | 35 a 39 | 343   |
| 413   | 30 a 34 | 363   |
| 377   | 25 a 29 | 384   |
| 334   | 20 a 24 | 369   |
| 432   | 15 a 19 | 355   |
| 390   | 10 a 14 | 345   |
| 355   | 5 a 9   | 386   |
| 247   | 0 a 4   | 279   |

## Economia
El 2007 la població en edat de treballar era de 6.980 persones, 5.071 eren actives i 1.909 eren inactives. De les 5.071 persones actives 4.243 estaven ocupades (2.334 homes i 1.909 dones) i 828 estaven aturades (415 homes i 413 dones). De les 1.909 persones inactives 365 estaven jubilades, 696 estaven estudiant i 848 estaven classificades com a «altres inactius».

### Ingressos
El 2009 a Persan hi havia 3.511 unitats fiscals que integraven 10.066,5 persones, la mediana anual d'ingressos fiscals per persona era de 15.117 €.

### Activitats econòmiques
Dels 364 establiments que hi havia el 2007, 5 eren d'empreses extractives, 3 d'empreses alimentàries, 7 d'empreses de fabricació de material elèctric, 1 d'una empresa de fabricació d'elements pel transport, 21 d'empreses de fabricació d'altres productes industrials, 49 d'empreses de construcció, 82 d'empreses de comerç i reparació d'automòbils, 22 d'empreses de transport, 38 d'empreses d'hostatgeria i restauració, 11 d'empreses d'informació i comunicació, 13 d'empreses financeres, 12 d'empreses immobiliàries, 42 d'empreses de serveis, 32 d'entitats de l'administració pública i 26 d'empreses classificades com a «altres activitats de serveis».
Dels 111 establiments de servei als particulars que hi havia el 2009, 1 era una comissaria de policia, 2 oficines del servei públic d'ocupació, 1 oficina de correu, 2 oficines bancàries, 3 funeràries, 10 tallers de reparació d'automòbils i de material agrícola, 3 tallers d'inspecció tècnica de vehicles, 2 autoescoles, 8 paletes, 5 guixaires pintors, 3 fusteries, 6 lampisteries, 6 electricistes, 11 empreses de construcció, 9 perruqueries, 3 veterinaris, 4 agències de treball temporal, 25 restaurants, 2 agències immobiliàries, 2 tintoreries i 3 salons de bellesa.
Dels 21 establiments comercials que hi havia el 2009, 1 era, 1 un hipermercat, 2 botiges de menys de 120 m², 3 fleques, 4 carnisseries, 1 una carnisseria, 3 llibreries, 3 botigues de roba, 1 una sabateria, 1 una botiga de material de revestiment de parets i terra i 1 una joieria.
L'any 2000 a Persan hi havia 4 explotacions agrícoles que ocupaven un total de 604 hectàrees.

## Equipaments sanitaris i escolars
Els quatre equipaments sanitaris que hi havia el 2009 eren farmàcies. El 2009 hi havia quatre escoles maternals i quatre escoles elementals. Persan disposava d'un col·legi d'educació secundària amb 604 alumnes.

## Poblacions properes
El següent diagrama mostra les poblacions més properes.